# Ресурси і запаси селену
Ресурси і запаси селену
За запасами селену найзначніші магматичні міднонікелеві, гідротермальні мідно-молібденові, мідно-колчеданні та інфільтраційні селен-уран-ванадієві родовища, з яких практично і добувається майже весь селен при вмісті в рудах 0,04-0,004%. 
Багаті родовища належать до кобальт-селенідо-телурової (Акджілга, Киргизстан; Верхньо-Сеймчанське, РФ), селенідної (Пакахака, Болівія; Сан-Андреасберґ, Німеччина; Сьєрра-де-Уманго, Арґентина), уран-селенідної (Шинколобве, Конго; район оз. Атабаска, Канада) і золото-телурової (Нагіаг, Фатце-Байа, Румунія) формацій. 